# Kecimen, Taşkent
Kecimen là một xã thuộc huyện Taşkent, tỉnh Konya, Thổ Nhĩ Kỳ. Dân số thời điểm năm 2011 là 47 người.